# Kukenán

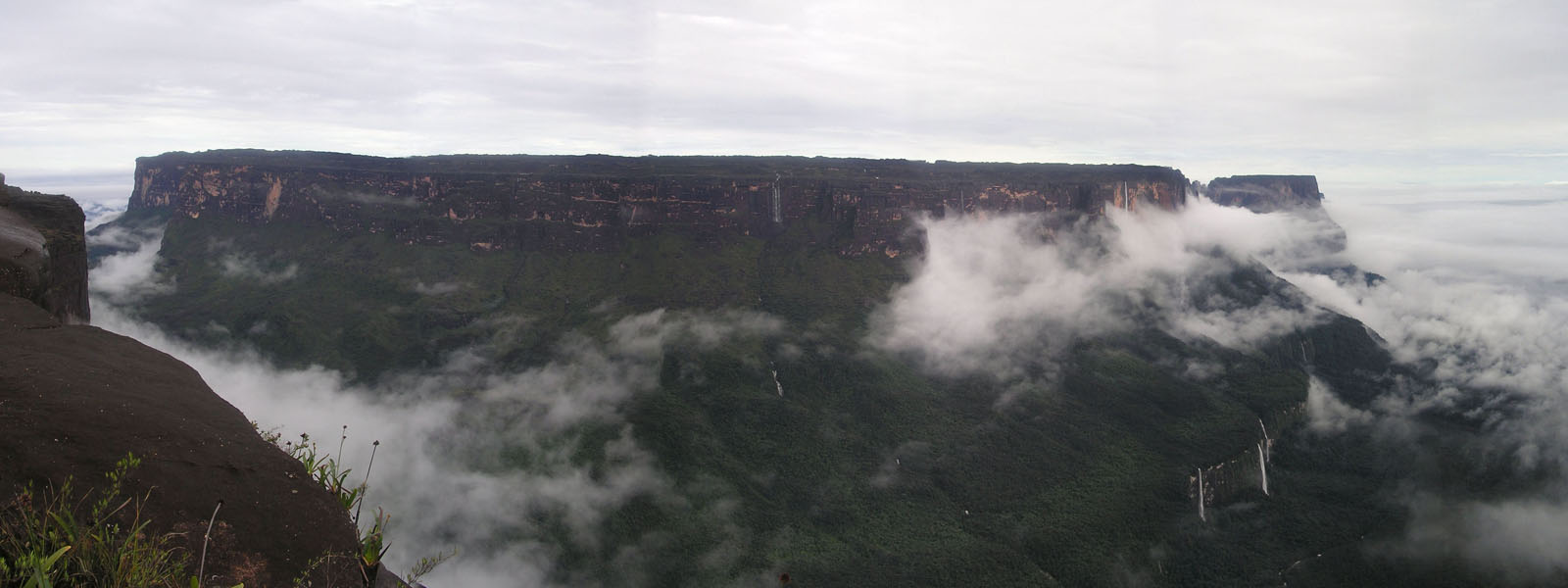
Tepui Kukenán gezien vanaf Roraima

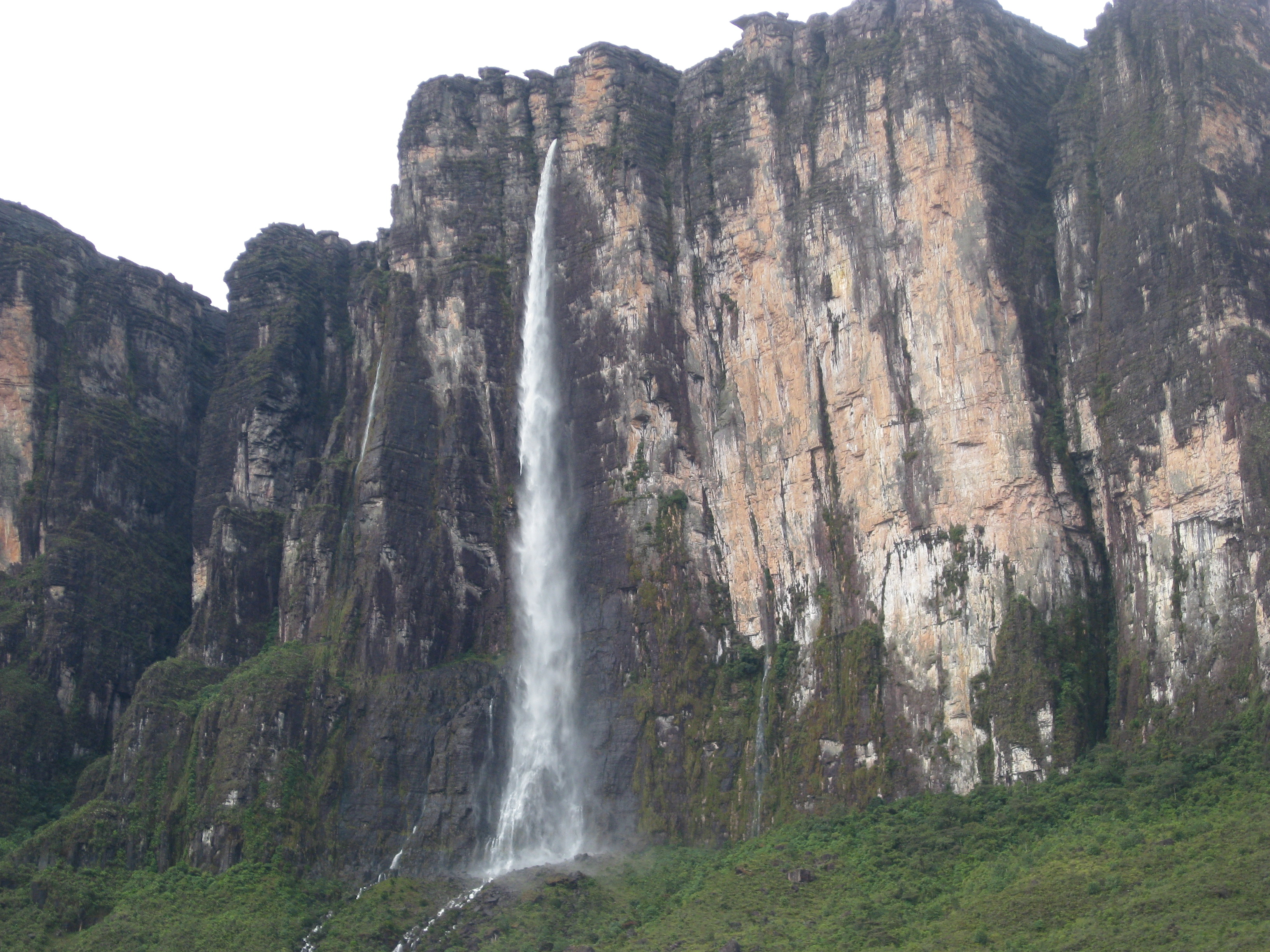
Kukenán-watervallen

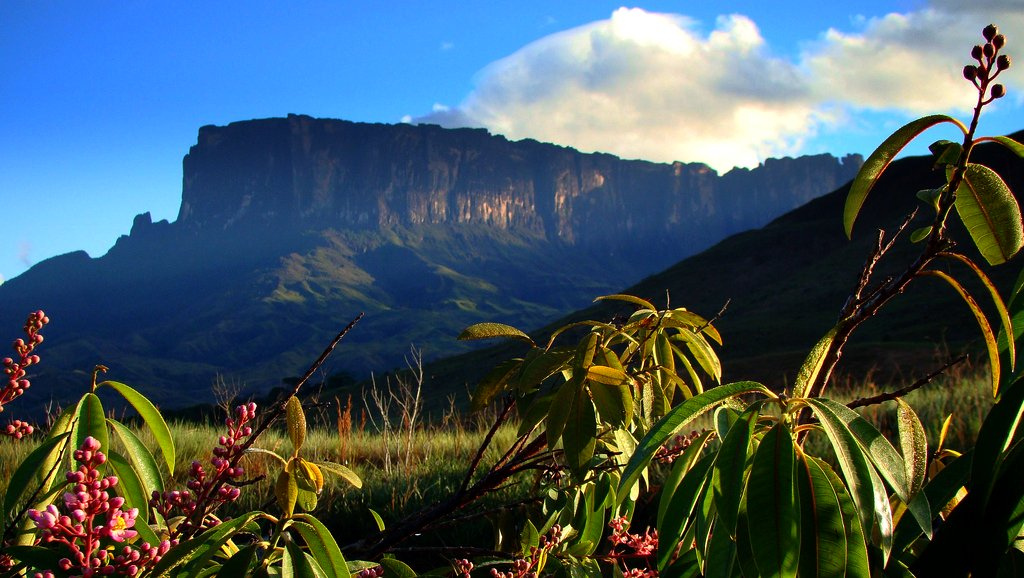
Kukenán gezien vanaf de basis

Kukenán is een tepui in Venezuela. De maximale hoogte bedraagt 2680 meter en de lengte ongeveer drie kilometer. De Kukenán-watervallen met een hoogte van 674 meter, liggen aan de zuidkant van de tepui.
Kukenán maakt deel uit van het Guyanaschild en ligt vlak bij de bekendere tepui Roraima. De berg vormde de inspiratiebron voor de film Up uit 2009. De berg wordt door de inheemse bevolking als heilig beschouwd waardoor beklimmingen sinds 1997 verboden zijn.